# Formica foreli
Formica foreli é uma espécie de formiga do gênero Formica, pertencente à subfamília Formicinae.